# Schnellfeuerkanone Modell Baranowski
Als Schnellfeuerkanonen Modell Baranowski (russisch Скорострельная пушка Барановского) wird eine Reihe von Geschütztypen bezeichnet, die vom russischen Konstrukteur Wladimir Stepanowitsch Baranowski (Владимир Степанович Барановский) entwickelt wurden. Diese Kanonen kamen in verschiedenen Ausführungen bei der Artillerie des Kaiserlich Russischen Heeres, aber auch der Kaiserlich Russischen Marine zum Einsatz. Das Kaliber der Waffen betrug 2,5 Zoll bzw. 63,5 mm.

## Geschichte

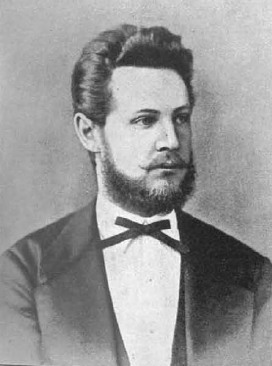
Wladimir Stepanowitsch Baranowski

In der zweiten Hälfte des 19. Jahrhunderts hatte sich die Artillerie technisch weiterentwickelt. Ab ungefähr 1850 entwickelten Giovanni Cavalli in Schweden und William George Armstrong im Vereinigten Königreich Hinterladergeschütze mit gezogenem Lauf. Derartige Konstruktionen versprachen eine höhere Schussweite sowie verbesserte Durchschlagsleistungen und Treffgenauigkeit. Die Entwicklung von langsam abbrennenden Treibladungen, die anstelle von Schwarzpulver zum Einsatz kamen, trug ebenfalls zu einer Leistungssteigerung der Geschütze bei. Gleichzeitig konnte durch die Entwicklung von patronierter Munition die Zeit für das Nachladen verringert werden und damit die Kadenz gesteigert werden. Bei der Konstruktion derartiger Waffen waren jedoch vielfältige Probleme zu lösen. Eines dieser Probleme war die Entwicklung eines gasdichten Verschlusses. Die Verschlusskonstruktionen waren aufwendig, kompliziert zu bedienen und die Gasdichtigkeit konnte nur durch spezielle Munition, Hilfsmittel und eine besondere Rohrkonstruktion sichergestellt werden. Da die von Armstrong entwickelten Kanonen der RBL-Serie (englisch:RBL – Rifle Breech Loading, deutsch: gezogener Hinterlader) aufwendig und teuer in Herstellung und Unterhalt waren, aber gegenüber den Vorderladerkanonen kaum Vorteile aufwiesen, ließ die Royal Navy die Herstellung derartiger Geschütze ab den 1860er-Jahren einstellen und ging wieder zu Vorderladergeschützen, aber mit gezogenem Rohr, über (englisch: RML – Rifle Muzzle Loading, deutsch: gezogener Vorderlader). In anderen Ländern, wie in Deutschland, Frankreich und Russland beschäftigte man sich demgegenüber weiter intensiv mit der Entwicklung brauchbarer Verschlusstypen. Russland hatte ab Mitte der 1860er Jahre bei Krupp verschiedene Geschütztypen beschafft, die mit dem von Krupp entwickelten prismatischen Keilverschluss ausgestattet waren. Letztendlich setzte sich jedoch auch in Russland der Schraubenverschluss nach französischem Vorbild durch. Er war sicher und einfacher zu fertigen. Ein anderes Problem war der Rohrrücklauf. Solange keine brauchbaren Rohrbremsen zur Verfügung standen, liefen bzw. sprangen die Geschütze nach jedem Schuss durch den Rückstoß zurück. Dies war bei der gestiegenen Leistung der Geschütze jedoch nicht mehr akzeptabel, da durch gesteigerte Mündungsgeschwindigkeit und Geschossgewichte der Rohrrücklauf zu hohe Werte erreichte. Mit der Vavasseur-Gleitbahn oder der Elswick mounting wurden Konstruktionen zur Lösung dieses Problems entwickelt. Diese Konstruktionen waren jedoch groß, schwer und teuer und für Geschütze kleineren Kalibers, wie sie bei der Feldartillerie zum Einsatz kamen, praktisch nicht brauchbar.
Im Jahr 1872 wurden im russischen Werk der Firma Nobel in Sankt Petersburg zwei Versuchsmuster einer Schnellfeuerkanone mit einem Kaliber von 1,5 Zoll hergestellt. Baranowski, der seit 1867 bei Nobel beschäftigt war und sich dort vorrangig mit der Weiterentwicklung der Gatling-Kanone beschäftigte, entwickelte auf eigene Rechnung eine Version mit dem Kaliber 2 Zoll mit einem Zylinderverschluss. Die Kanone war für den Verschuss von Granatpatronen konstruiert. Das Arsenal in St. Petersburg entwickelte 1874 auf der Grundlage dieser Konstruktion eine Waffe mit einem Rohr aus Kupfer, das durch einen aufgeschrumpften Stahlmantel verstärkt wurde. Vergleichsschießen am 11. Januar 1875 zeigten die Überlegenheit des Stahlrohres gegenüber der Konstruktion mit einem Geschützrohr aus Kupfer. Im gleichen Jahr bestellte Baranowski einige Exemplare seiner Konstruktion in Karlsruhe, nun jedoch mit dem Kaliber 2,5 Zoll. Im Herbst des Jahres wurde diese Waffe mit der von den Obuchow-Werken entwickelten 3-Zoll-Kanone verglichen. Die Erprobungen müssen erfolgreich verlaufen sein, denn eine erste pferdebespannte Batterie kam September 1877 im Russisch-Türkischen Krieg zum Einsatz. Am 15. April 1878 bestellte das Marineamt der Kaiserlich Russischen Marine insgesamt zehn Geschütze. Offiziell wurde die Kanone jedoch erst 1882 in die Bewaffnung aufgenommen. Ab dem Jahr 1908 wurde die Waffe zunächst bei der Flotte, danach auch bei der Artillerie des Heeres außer Dienst gestellt.

## Konstruktion

### Rohr und Verschluss

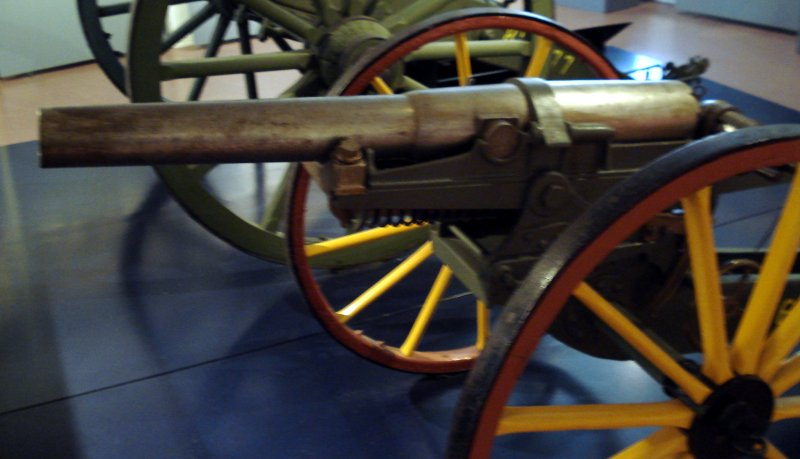
63,5-mm-Kanone Modell Baranowski, die Rohrrückholfeder ist unter der Oberlafette deutlich zu erkennen

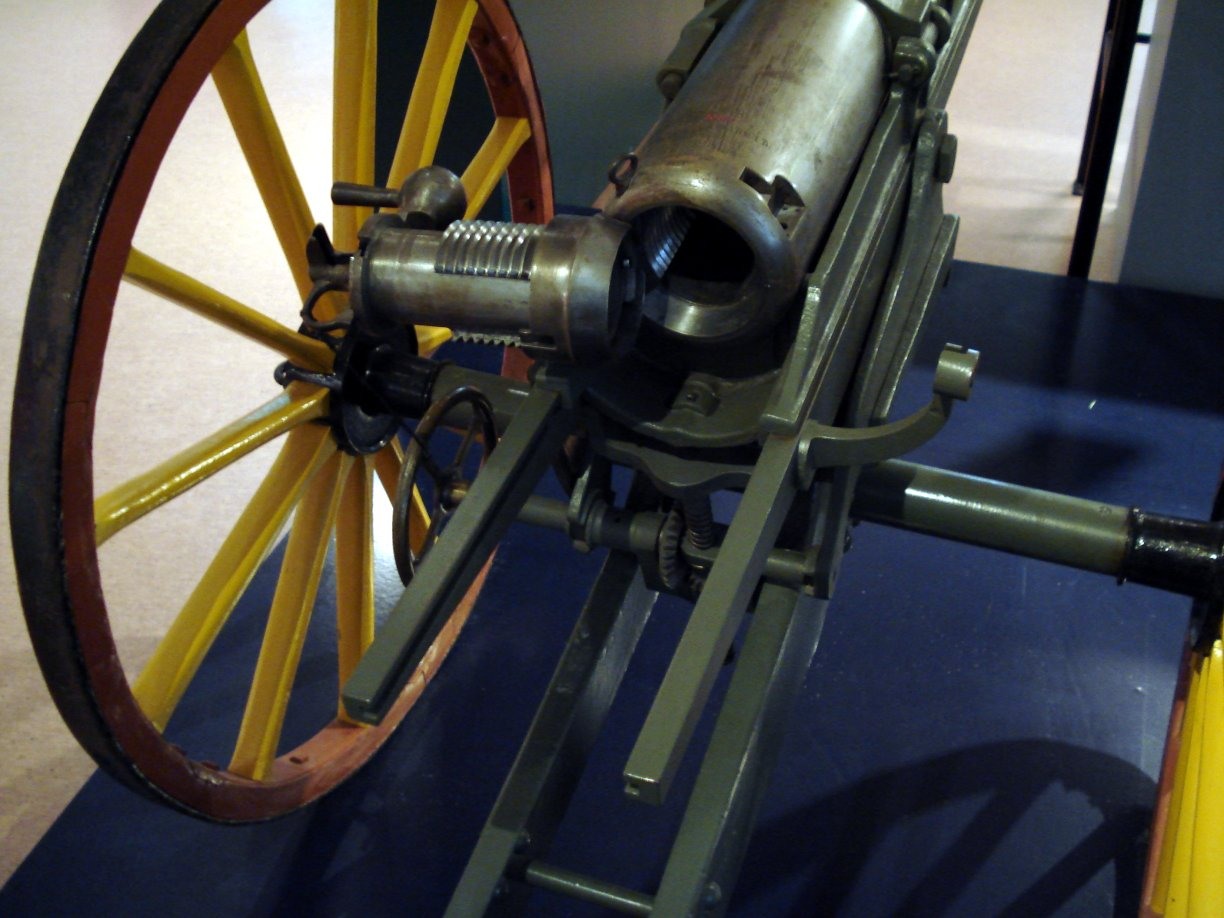
63,5-mm-Kanone Modell Baranowski, Verschlusskonstruktion und Höhenrichtantrieb

Baranowski kombinierte bei seiner Konstruktion eine Reihe von Elementen, die sie zur weltweit ersten Schnellfeuerkanone nach dem klassischen (und bis heute angewandtem) Schema machten. So konstruierte er eine rückstoßfreie Lafette. Der Rückstoß des Geschützrohres wurde durch eine hydraulische Rohrbremse aufgenommen, die Rückholeinrichtung arbeitete mit Rückholfedern. Als Verschluss kam ein Schraubenverschluss mit zentral gelagertem Schlagbolzen zum Einsatz. Der Schlagbolzen wird dabei beim Schließen des Verschlusses gespannt. Der Verschluss besaß eine Sicherung, die ein Abfeuern bei nicht vollständig geschlossenem Verschluss verhinderte. Durch einen Mechanismus konnte das Geschütz schnell aus der Marsch- in die Schusslage und umgekehrt gebracht werden. Verschossen wurden Granatpatronen, dabei wurde nach dem Schuss die Patronenhülse automatisch ausgeworfen. Die Kanonen waren mit einem optischen Visier System Kaminski (Каминский) Modell 1872 mit zweifacher Vergrößerung ausgerüstet.
Das Geschützrohr aus Stahl wurde über Zapfen mit einem Mantelrohr verbunden, das im heißen Zustand aufgeschrumpft wurde und unter Vorspannung stand. Die Züge des Geschützrohres hatten eine konstante Steigung. Der Höhenrichtantrieb lag zwischen den Wangen der Unterlafette und bestand aus einer Gewindestange. Zum schnelleren und groben Richten konnte die Gewindestange über ein Handrad gedreht werden, das mit der Gewindestange über ein Kegelradgetriebe verbunden war.

### Lafette
Die Lafette hatte einen zweiteiligen Zentralholm, beide Teile wurden durch Scharniere und Bolzen verbunden. Am Ende der Lafette befanden sich zylindrische Erdsporne mit konischen Spitzen, auf die bei Bedarf Stützteller aufgesteckt werden konnten. Die Protze war der der russischen 3-Pfünder-Kanone ähnlich.

### Munition
Für die Kanone kamen zwei Geschosstypen zum Einsatz:
- Eine Brisanzgranate aus Gusseisen mit einem Geschossgewicht von 0,465 kg und einer Länge von 3,5 Kalibern. Die Granate war mit 72,5 g Sprengstoff gefüllt und hatte ebenfalls aus Gusseisen bestehende Führungsringe. Hier kam ein Aufschlagzünder System Baranowski zum Einsatz.
- Eine Schrapnellgranate mit einem Geschossgewicht von 0,465 kg und einer Länge von 3,5 Kalibern. Die Granate war mit 30 g Sprengstoff sowie 88 Kugeln mit einem Gewicht von jeweils 10,7 g und einem Durchmesser von 12,7 mm gefüllt, bestand aus Gusseisen und hatte Führungsringe aus Kupfer. Hier kam ein einfacher Zeitzünder mit einer Verzögerungszeit von maximal zehn Sekunden zum Einsatz.

Kartätschen waren für die Kanone nicht vorgesehen. Bei Notwendigkeit kamen Schrapnellgranaten mit einer auf 0,1 Sekunden reduzierten Verzögerungszeit des Zünders zum Einsatz.
Die Patrone bestand aus einer eisernen Hülse mit einem Zinnüberzug. Die Munitionskiste fasste vier Brisanzgranaten und vier Schrapnelle.

## Modifikationen

### Bespanntes Geschütz
Die erste Batterie mit zwei Kanonen kam ab September 1877 an der russisch-türkischen Front zum Einsatz. Im gleichen Jahr wurde beschlossen, eine Versuchsbatterie mit sechs Geschützen aufzubauen. Die Waffen für diese Batterie wurden im Frühjahr 1878 geliefert, zu einer massenweisen Einführung des Geschützes in die russische Armee kam es jedoch nicht.

### Gebirgsgeschütz
Auf Grundlage der bespannten Kanone entwickelte Baranowski ein Gebirgsgeschütz. Die wesentlichen Merkmale der Konstruktion wurden übernommen. Baranowski ließ auch diese Waffe auf eigene Kosten in der Fabrik von Berger fertigen. Am 20. Januar 1878 überließ er die in Deutschland gefertigte Waffe der Hauptverwaltung Artillerie für einen Preis von 1200 Rubeln. Bei einem Vergleichsschießen mit der von Krupp entwickelten 7,5-cm-Gebirgskanone wurde festgestellt, dass die Treffgenauigkeit der Konstruktion Baranowskis wesentlich höher lag. Bei der Wirkung im Ziel waren beide Kanonen ungefähr gleich, wenn Sprenggranaten verschossen wurden, beim Einsatz von Schrapnells war die Wirkung der Krupp-Kanone geringfügig besser. Eine Kommission sprach sich für die Beschaffung der Konstruktion Baranowskis aus.
Am 9. Mai 1878 wurden insgesamt vierzig Gebirgsgeschütze in Deutschland bestellt. Damit sollten vier Batterien ausgerüstet werden. Die Waffen wurden bis zum Februar 1879 geliefert und bis zur Mitte des Jahres vom Waffenamt abgenommen.
Bei der Entwicklung einer geeigneten Lafette gab es jedoch Probleme. Baranowski stellte eine von ihm konstruierte nicht zerlegbare Lafette Anfang 1878 vor. Bei Versuchen zeigte sich jedoch, dass sie zu lang ausgefallen war und die Tragtiere bei der Beförderung der Waffe zu unruhig waren. Eine kürzere Lafette nach denselben Konstruktionsprinzipien kippte jedoch beim Schuss um. Im November 1878 hatte Baranowski eine klappbare Lafette aus Bessemerstahl fertiggestellt. Dabei handelte es sich um die erste klappbare Lafettenkonstruktion in Europa. Aber auch diese Konstruktion konnte bei der Erprobung nicht vollends überzeugen. Danach wurden von Duchesne und Engelhardt weitere Lafetten konstruiert. Ende des Jahres 1879 stellte schließlich ein Vetter Baranowskis eine klappbare Konstruktion vor, die alle Erprobungen erfolgreich durchlief. Das Waffenamt lehnte wegen des hohen Produktionsaufwandes und des damit verbundenen hohen Preises eine Beschaffung ab. Eine billigere Variante wurde von dem Ingenieur Kröll entwickelt. Anfang des Jahres 1880 änderte das Artilleriekomitee jedoch die Anforderungen an die Waffe und forderte einen größeren Höhenrichtbereich. Kröll entwickelte daraufhin drei weitere Varianten seiner Konstruktion. Während die erste Variante in der Erprobung scheiterte, wurde diese von den beiden anderen Mustern erfolgreich durchlaufen.
Nachdem die Lafette in Produktion genommen worden war, wurde das Gebirgsgeschütz in die russische Armee eingeführt. Insgesamt wurden fünf Batterien mit der Kanone ausgerüstet:
- 5. Batterie der 38. Artilleriebrigade (8 Geschütze)
- 7. Batterie der Turkmenischen Artilleriebrigade (8 Geschütze)
- 3. Batterie der Fernöstlich-Sibirischen Artilleriebrigade (8 Geschütze)
- 1. Batterie der Fernöstlich-Sibirischen Artilleriebrigade (4 Geschütze)
- 2. Batterie der Fernöstlich-Sibirischen Artilleriebrigade (4 Geschütze).

### Landungsgeschütz
Nachdem am 28. Dezember 1876 Großfürst General-Admiral Konstantin Nikolajewitsch Romanow eine pferdebespannte Kanone besichtigt hatte, befahl er, ein Geschütz versuchsweise auf eine Marinelafette zu setzen.
Die Lafette bestand aus einem Podest, das mit drei Bolzen auf dem Deck des Schiffes befestigt wurde. Die Schildzapfen lagen 1068 mm über dem Deck. Um die Kanone auf eine Räderlafette für den Einsatz an Land setzen zu können, musste nur ein Bolzen gelöst werden. Bei der Verwendung der Räderlafette lag der Schildzapfen 864 mm über der Oberfläche. Auf Schaluppen kam die Kanone mit der Räderlafette zum Einsatz. Dazu wurden die Räder von den Achsen genommen und die Achstümpfe in eine Halterung gelegt, die beidseitig an der Reling befestigt war. Das hintere Ende der Lafette wurde mit einem Seil festgelegt. Die Kanone feuerte dabei in Richtung der Längsachse des Bootes.
An Bord bestand die Geschützbedienung aus vier Mann, bei Einsatz an Land aus einem Unteroffizier, zwei Kanonieren und 16 Hilfskräften. Für das Bewegen der Kanone auf der Lafette oder einem einachsigen Karren und den Transport der Munition wurden acht Mann benötigt. Jede Landungsgruppe sollte über zwei Geschütze und einen Karren verfügen.
Die ersten zehn Kanonen wurden vom Marineamt am 25. April 1878 bestellt, obwohl die Waffe erst 1882 offiziell eingeführt wurde. Im Jahr 1889 waren bei der Marine 60 Kanonen eingeführt, im Jahr 1901 insgesamt noch 125 von 148 ausgelieferten Waffen vorhanden. Die in der Marine eingesetzten Kanonen kamen alle aus russischer Produktion, die Lafetten aus den Werken der Gebrüder Baranowski und dem Metallwerk in St. Petersburg.
Die Waffe kam auf vielen in der damaligen Zeit gebauten Kriegsschiffen zum Einsatz, vom Kanonenboot bis zum Panzerschiff:
- Panzerfregatte Wladimir Monomach ab 1882
- Panzerkreuzer Admiral Nachimow ab 1885
- Kanonenboote Bobr-Klasse ab 1884 (Bobr, Siwutsch)
- Panzerkanonenboote Grosjaschtschi-Klasse ab 1891 (Grosjaschtschi, Gremjaschtschi, Otwaschny)
- Kanonenboote Giljak ab 1896
- Panzerkreuzer Rossija ab 1896
- Panzerkanonenboot Chrabry ab 1897
- geschützte Kreuzer Pallada-Klasse ab 1899 (Pallada, Diana, Aurora)
- Kreuzer Warjag ab 1899
- Panzerkreuzer Gromoboi ab 1900
- Panzerturmfregatten Admiral-Lasarew-Klasse ab 1901 (Admiral Lasarew, Admiral Greig, Admiral Spiridow, Admiral Tschitschagow)
- geschützter Kreuzer Askold
- Linienschiff Knjas Potjomkin Tawritscheski ab 1904

## Einsatz

### Bespanntes Geschütz und Gebirgsgeschütz
In den 1880er-Jahren wurde die Führung der russischen Artillerie von weitgehend konservativem Gedankengut beherrscht und stand Neuerungen skeptisch gegenüber. Besonders die Rohrbremse, die in parallel zur Rohrachse wirkte und dabei eine gleichbleibende Kompensation der Rückstoßkräfte unabhängig von der Rohrerhöhung ermöglichte, als auch die Verwendung von Granatpatronen riefen das Misstrauen der verantwortlichen Stellen hervor. Gerade diese beiden Neuerungen waren jedoch wesentliche Elemente von modernen Schnellfeuerkanonen und blieben bis in die heutige Zeit erhalten. Bereits ab 1885 wurden die aufgestellten Batterien auf die 2,5-Zoll-Kanone Modell 1883 (2,5-дюймовыми пушками образца 1883 г.) umgerüstet und die Schnellfeuerkanonen Modell Baranowski eingelagert. Im Jahr 1891 wurde die Ausrüstung der auf dem Amur und dem Amur-Darja verkehrenden Flussdampfer erwogen, jedoch letztendlich verworfen. Zum 28. November 1897 waren in Sankt Petersburg sechs bespannte Kanonen eingelagert, dazu kamen noch die vierzig Gebirgsgeschütze. Für die Gebirgsgeschütze waren insgesamt 72 Lafetten vorhanden. Im November 1897 stufte das Artilleriekomitee die Kanonen als ungeeignete Ausrüstung ein und schlug ihre Ausmusterung vor. Je ein Exemplar der bespannten und der Gebirgskanone sollten für museale Zwecke erhalten bleiben. Offensichtlich wurden jedoch nicht alle Waffen ausgesondert. Einige Kanonen kamen als Flugabwehrgeschütze in der Seefestung Imperator Peter der Große zum Einsatz. Noch nach dem Bürgerkrieg waren einige Waffen in den Lagern vorhanden. Am 31. August 1923 wurden die verbliebenen Waffen schließlich in die 3. Kategorie („ohne jeglichen Gefechtswert“) eingestuft.

### Landungsgeschütz
Bis zum Russisch-Japanischen Krieg kamen die Geschütze praktisch nicht zum Einsatz. Lediglich während des Boxeraufstandes setzte eine Kompanie Matrosen die Kanone bei der erfolgreichen Verteidigung der russischen Botschaft in Peking ein. 1904/05 kamen die Kanonen sowohl an Land als auch auf Schiffen zum Einsatz, ebenso bei der Küstenverteidigung der Kommandeurinseln. Der Einsatz zeigte jedoch die geringe Effektivität der Waffe. 1907 begann die Flotte mit ihrer Ausmusterung. Das Marineamt schlug die Übergabe der Waffen an das Heer vor, die Hauptverwaltung Artillerie wies diesen Vorschlag jedoch entschieden zurück. Daher wurden die Kanonen eingeschmolzen.

## Einfluss auf die Entwicklung der Artillerie
Die Entwicklung Baranowskis war ihrer Zeit voraus. Erst in den 1880er-Jahren wurden die von ihm angewandten Konstruktionsprinzipien Allgemeingut bei der Entwicklung von Schnellfeuerkanonen. Da jedoch in der damaligen Zeit auch in anderen Ländern ähnliche konstruktive Entwicklungen verfolgt wurden und außerdem viele Armeen Waffen auch von ausländischen Firmen beschafften, ist ein direkter Einfluss der Konstruktion Baranowskis auf die Entwicklung der Artillerie nicht nachzuweisen.
Die 3-Zoll-Schnellfeuerkanone Modell 1902 (76-мм дивизионная пушка образца 1902 года) der Putilow-Werke baute vollständig auf den von Baranowski entwickelten Prinzipien auf. Die Waffe war der französischen Canon de 75 mle 1897 und der deutschen 7,7-cm-Feldkanone 96 überlegen und blieb über 30 Jahre im Truppendienst.
Die Kanonen von Baranowski waren jedoch bereits in den 1880er-Jahren überholt. Zusammen mit der misstrauischen Haltung der russischen Militärführung führte dies dazu, das nur wenige Geschütze gebaut wurden, die nur für kurze Zeit eingesetzt wurden.